# Turnica
Turnica – zalesiony szczyt o wysokości 598 m n.p.m., na Pogórzu Przemyskim w masywie Działu.
Szczyt jest zaznaczony na mapie UMP.